# Tan Yuanyuan
Tan Yuanyuan (en xinès tradicional: 譚元元; en xinès simplificat: 谭元元; en pinyin: Tán Yuányuán; Xangai, 14 de febrer de 1977) és una ballarina xinesa de dansa clàssica que treballa com a primera ballarina de la Companyina de Ballet de San Francisco des del 1997, quan es convertí, amb 20 anys, en la persona més jove en ocupar aquesta posició. Actualment és considerada una de les principals figures en la seva disciplina.

## Trajectòria
Tan Yuanyuan ingressà a l'escola de dansa de Xangai als 13 anys, malgrat les reticències familiars incials. Es graduà el 1992 i als 17 anys abandonà la seva Xina natal per a continuar els seus estudis a Stuttgart sota la direcció del reconegut John Cranko. Quan portava tan sols sis mesos estudiant a Alemanya va rebre una oferta de treball als Estats Units, de manera que mai acabà aquest programa. Així doncs, el 1995 ingressà en la Companyia de Dansa de San Francisco, on encara continua treballant. Als 18 es convertí en ballarina solista i, als 20, en la primera ballarina, aconseguint la posició més elevada en la seva professió de forma inusualment ràpida. La seva trajectòria ha estat avalada amb reconeixements internacionals ja des de ben jove. El 1993 guanyà una medalla d'or i el premi Nijinsky al Ir Concurs Internacional de Ballet i Dansa moderna del Japó. També ha guanyat el primer premi en el Vè Concurs Internacional de Ballet de París (1992) o la segona posició en el Concurs Internacional de Dansa de Hèlsinki. En una entrevista per a la revista Time, Tan comentà que desitja acabar la seva carrera retornant a la Xina on pretén fundar una escola que formi la nova generació de ballarines xineses.
Ha participat en moltes grans obres com ara la Giselle de Helgi Tomasson, el llac dels cignes, Romeu i Julieta, el Don Quixot de Tomasson i Possokhov, el trencanous, la Sylvia o la nimfa de Diana de Morris i l'Othello de Lar Lubovitch, entre d'altres.